# Batocera wyliei
Batocera wyliei är en skalbaggsart som beskrevs av Louis Alexandre Auguste Chevrolat 1858. Batocera wyliei ingår i släktet Batocera och familjen långhorningar.
Artens utbredningsområde är:
- Angola.
- Gabon.
- Ghana.
- Nigeria.

Inga underarter finns listade.